# Ký sinh

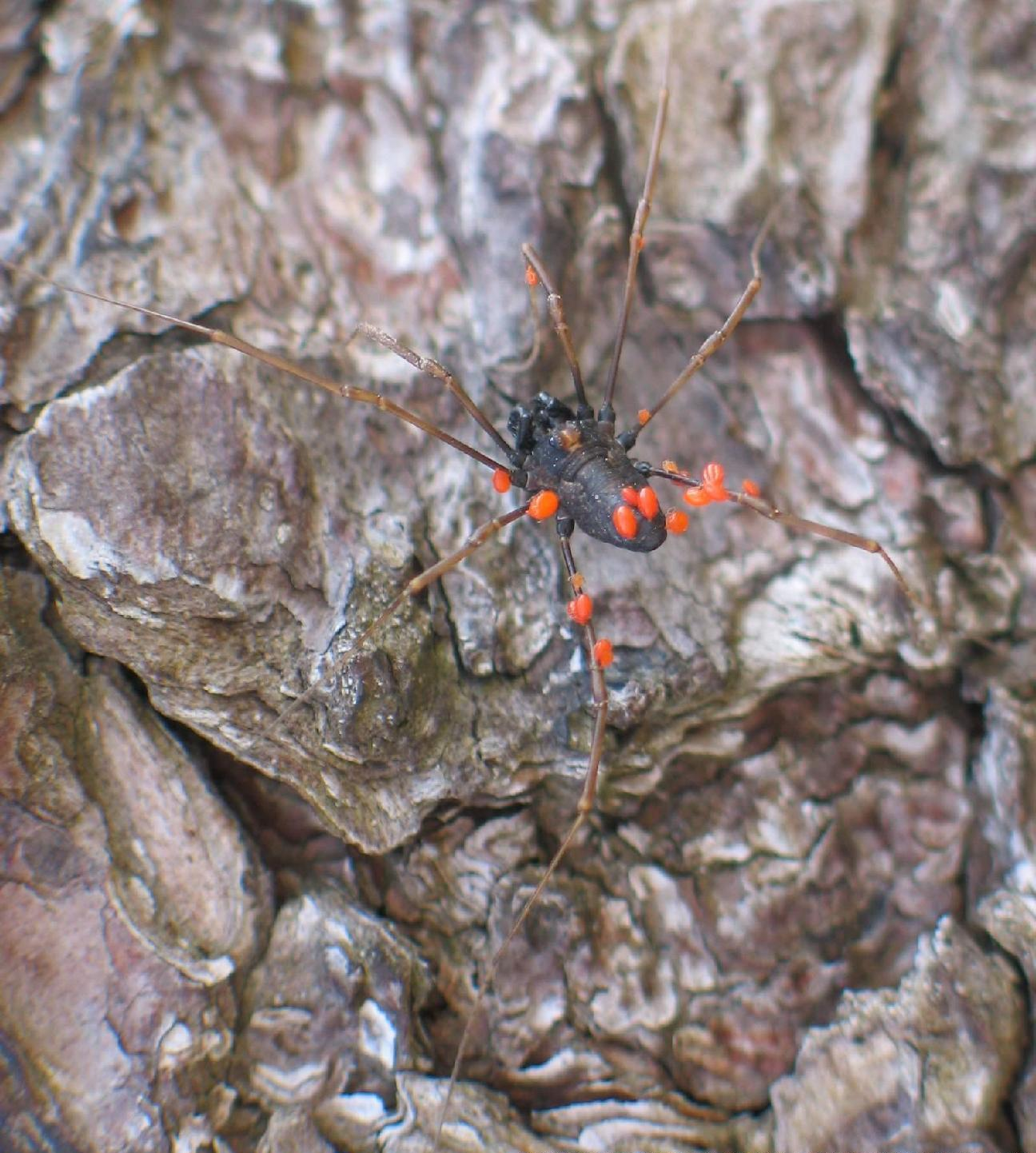
Bọ chét ký sinh lên vật chủ con nhện

Trong sinh học và sinh thái học, ký sinh là một mối quan hệ cộng sinh không tương hỗ giữa các loài, trong đó có một loài là ký sinh, sống bám vào loài kia là vật chủ hay ký chủ. Sinh vật ký sinh và ký chủ có thể là động vật hay thực vật, đơn bào hay đa bào. Trong y học, ký sinh trùng hay động vật ký sinh là sinh vật chiếm sinh chất của các sinh vật khác đang sống để tồn tại và phát triển. Trong tự nhiên rất nhiều sinh vật tự kiếm lấy thức ăn cho mình nhưng ký sinh trùng phát triển theo hướng khác, chúng sống gửi, sống bám hoàn toàn hoặc một phần vào loài khác, như giun móc hay ký sinh trùng sốt rét..
Những động vật ký sinh điển hình như các loài giun sán ký sinh trong ruột, chấy rận ve ký sinh ngoài da vật chủ. Những thực vật ký sinh điển hình như các loài cây tầm gửi và tơ hồng (Cuscuta). Do sự phong phú đa dạng các kiểu dinh dưỡng của sinh giới, nên việc phân loại các ký sinh sống bên ngoài vật chủ, để lại các bất định:
- Rất nhiều động vật kể cả người, ăn lá hay các bộ phận của cây, nhưng không bị coi là sinh vật ký sinh.
- Một số động vật hút máu động vật khác như dơi quỷ (vampire), đỉa, vắt,... thì chấy được coi là "ký sinh bắt buộc", còn muỗi được xếp vào ký sinh trùng theo thói quen từ y học mặc dù có thể một cá thể muỗi cả đời không có cơ may được một lần hút máu.

## Từ nguyên
Thuật ngữ ký sinh theo tiếng Pháp cổ là parasite, tiếng Latin là parasitus, có gốc là tiếng Hy Lạp παράσιτος (parasitos). Nó gồm hai thành tố παρά (para) là "bên cạnh", và σῖτος (sitos) là "lúa mì" (wheat), ghép lại ở dạng παρά (para) + σιτισμός (sitismos) để chỉ "ăn bám" . Trong tiếng Việt, từ ký sinh có gốc Hán là "寄生"; trong đó 寄 (ký) có nghĩa là "nhờ vả", còn 生 (sinh) nghĩa là "sống". Do đó, thuật ngữ ký sinh có thể được hiểu là "sống nhờ" hay tầm gửi.

## Một số khái niệm chính

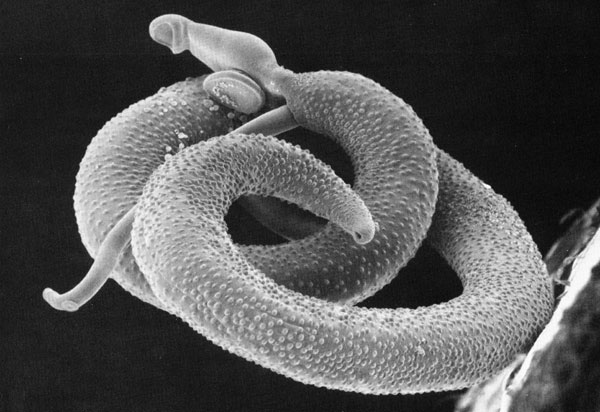
Sán lá Schistosoma mansoni là một Nội ký sinh trùng sống trong máu người.

- Vật chủ hay ký chủ: là những sinh vật bị ký sinh, tức là bị ký sinh trùng chiếm sinh chất, trong quan hệ này, vật chủ là đối tượng bị thiệt hại, ví dụ khi người bị nhiễm giun thì người là vật chủ, giun là vật ký sinh.
- Ký sinh bắt buộc (obligate) hay ký sinh vĩnh viễn: Vật ký sinh suốt đời sống trong hoặc trên vật chủ, ví dụ như giun đũa.[6]
- Ký sinh tùy ý (facultative) hay bán ký sinh, ký sinh tạm thời: Vật ký sinh có thể sống tự lập với mức độ khác nhau, khi tìm gặp được vật chủ thích hợp thì mới bám vào vật chủ để lấy dinh dưỡng, ví dụ như muỗi đốt người khi đói.
- Ký sinh bậc cao (hyperparasite): Vật ký sinh lên vật chủ mà chủ này cũng là một ký sinh trùng. Hình thức ký sinh trùng này đặc biệt phổ biến đối với ký sinh trùng côn trùng [7].
- Ngoại ký sinh trùng (ectoparasite): Vật ký sinh sống ở ngoài cơ thể vật chủ, như da, tóc móng, ví dụ như nấm sống ở da [8].
- Nội ký sinh trùng (endoparasite): Vật ký sinh sống trong cơ thể vật chủ, ví dụ như giun sán trong ruột [9]. Những ký sinh sống trong mô hay máu thì chia ra:
  - Ký sinh nội bào (intracellular parasite): Vật ký sinh sống trong tế bào, như ký sinh trùng sốt rét.
  - Ký sinh giữa các tế bào (intercellular parasite): Vật ký sinh sống giữa các tế bào, như giun kim, sán lá Trematoda.

## Các dạng ký sinh
Có nhiều dạng ký sinh với quan hệ vật chủ ở các mức độ khác nhau.
- Ký sinh thật sự (parasite) là dạng ký sinh gắn liền với vật chủ. Nếu là ký sinh bắt buộc thì khi vật chủ chết thường có thể bị chết theo. Ví dụ giun sán,... hay thực vật như cây tơ hồng, tầm gửi.
- Ký sinh nuôi dưỡng (Brood parasite), là trường hợp động vật này đánh lừa và trao con cái cho động vật khác nuôi dưỡng, như chim tu hú, cá da trơn Mochokidae là Synodontis multipunctatus ở hồ Tanganyika, một số loài ong, kiến, bươm bướm như bướm Phengaris rebeli,...[10][11]. Các chủ nuôi thường không bị chết mà chỉ mất công chăm sóc và có thể mất con non của mình.
- Có dạng ký sinh (parasitoid)[12] với các kiểu và mức độ khác nhau.
  - Ký sinh đẻ trứng nhờ: Vật ký sinh đẻ trứng vào vật chủ, các ấu trùng bám vào thân hoặc chui vào trong thân vật chủ, ăn các sinh chất. Phổ biến nhất là ong bắp cày đẻ trứng vào côn trùng khác. Cũng có dạng đẻ trứng vào ô tổ của ong khác và lấy ấu trùng ở đó làm vật chủ. Khi ấu trùng lớn lên thì vật chủ nhỏ bị chết, và xác vật chủ thường trở thành vỏ kén. Một loại ruồi trâu thì gửi ấu trùng vào dưới da động vật máu nóng như trâu bò,... (kể cả người) để ăn sinh chất, nhưng trâu bò không bị chết khi ấu trùng ruồi trưởng thành. Khi trưởng thành thì ký sinh vật này sống độc lập.
  - Bắt làm thức ăn cho ấu trùng: Thường là các loài kiểu ong có nọc như tò vò, đốt các động vật khác để làm con mồi tê liệt hoặc chết nhưng không bị phân hủy. Sau đó con mồi được đưa về tổ để làm thức ăn dần cho ấu trùng. Ví dụ điển hình là ong bắp cày Tarantula hawk tấn công cả nhện góa phụ đen hoặc nhện lông lá lớn ăn thịt chim (Tarantula) làm thức ăn cho con nó. Theo quan hệ chuỗi thức ăn thì điều này là bình thường, nhưng được liệt kê ở đây vì có một số đặc điểm giống với "đẻ trứng nhờ".
  - Ký sinh ăn cướp (kleptoparasitism) là dạng cướp thức ăn mà kẻ khác kiếm được. Điều này thường xảy ra ở trong nội loài (intraspecific) hoặc giữa các loài (interspecific) có chung kiểu thức ăn mà việc kiếm được có nhiều khó khăn. Ví dụ các chim cướp biển cướp cá của chim biển khác, chim cốc biển (frigate) cướp cá của chim điên chân đỏ (booby, chim khờ?). Các thú như sư tử, báo, linh cẩu, gấu,... thường cướp mồi khi kẻ có mồi đang ở thế yếu. Loài người cũng được xếp một ghế trong dạng ký sinh nầy do các hành vi cướp bóc ngoại và nội loài.

## Đặc điểm
Nói chung, ký sinh trùng nhỏ hơn nhiều so với vật chủ của nó, qua kết luận của chuyên gia sinh vật học của các loài sống, và sinh sản nhanh hơn và nhiều hơn vật chủ. Ví dụ điển hình của ký sinh bao gồm ký sinh lên vật chủ là động vật có xương sống và tất cả các loài vật chủ khác như giun Cestoda, sán lá, loài trùng gây sốt rét, Plasmodium và bọ chét.
Tác hại và lợi ích của cộng sinh với ký sinh được coi là hoàn mỹ (sinh học) (fitness (biology)) của các loại liên quan. Ký sinh trùng có thể làm lợi ích cho vật chủ bằng nhiều cách, qua phạm vi chung hoặc chuyên môn bệnh lý (như là thiến), làm suy yếu đi đặc điểm giới tính thứ sinh, làm tác động tới vật chủ. Ký sinh trùng được lợi ích từ vật chủ qua thức ăn, nơi sống, và dùng vật chủ để sinh sản.
Tuy nhiên khái niệm sử dụng ký sinh trùng để tăng lợi ích cho thiên nhiên còn mơ hồ, nó được xem là một phần của loại chuỗi liên tục của loại quan hệ sinh học giữa các loài hơn là loại đặc hữu. Mối quan hệ đặc biệt giữa các loại có thể làm lợi ích cho một số loài nhưng không phải tất cả. Trong nhiều trường hợp, khó cả thể xác nhận vật chủ có bị tác hại hay không. Còn một số vấn đề khác như hiện giờ chưa có một chuyên gia nào biết rõ về các bộ phận của ký sinh trùng hoặc mối quan hệ giữa các loài có tuổi thọ thấp. Trong y học, chỉ có duy nhất sinh vật nhân chuẩn được coi là ký sinh trùng, điển hình vi khuẩn và virus được coi là ký sinh trùng. Tuy nhiên, trong các ngành sinh học, một số loài khác được cho là ký sinh trùng.

## Một số ký sinh thật sự

### Sinh vật đơn bào
Ký sinh trùng sốt rét (Plasmodium) là một chi sinh vật đơn bào ký sinh bắt buộc, ký sinh nội tế bào, cụ thể là ở tế bào gan hoặc hồng cầu. Chi Plasmodium được Ettore Marchiafava và Angelo Celli miêu tả năm 1885. Hiện tại người ta biết trên 200 loài của chi này và các loài mới vẫn tiếp tục được miêu tả, trong đó ít nhất 11 loài ký sinh trên người.

### Giun sán
Giun sán là loại ký sinh bắt buộc sống ký sinh phổ biến trong cơ thể động vật chủ, với các loài như giun móc, giun đũa,... và các loại sán như sán dây bò (Taenia saginata), sán lá gan (Fasciola),... Nơi cư trú ký sinh phổ biến là ruột non, tuy nhiên những loài kích thước nhỏ thì có thể sống trong các mô hay bồn máu. Hầu hết giun sán đều chết theo vật chủ.
Để duy trì nòi giống thì chúng sinh sản thật nhiều ấu trùng. Các loài ký sinh ở động vật trên mặt đất hoặc trong nước có thuận lợi hơn trong việc tìm vật chủ. Chúng xâm nhập qua đường ăn uống, hoặc qua da như giun chỉ, giun móc. Đặc biệt nếu giun xâm nhập qua da nhưng sai vật chủ, ví dụ giun của chó mèo bám vào chân người, thì có thể gây bệnh "giun bò dưới da" vì giun không có men cần thiết để mở đường đi đến chỗ trú.
Các loài ký sinh ở chim thì tìm vật chủ khó khăn hơn, nên đã phát triển cách thức đặc biệt để tìm vật chủ. Đó là ấu trùng từ phân chim trước hết tìm đến sinh vật là thức ăn của loài chim vật chủ, tạm trú ở đó và tiết ra các chất ảnh hưởng đến phát triển và hành vi của chủ tạm trú. Khi đủ lớn thì các chủ tạm trú lộ ra để chim vật chủ dễ bắt được.

### Côn trùng
Chấy, rận, ve, bọ chét... là các côn trùng ký sinh tùy ý, sống trên da, lông, tóc,... của vật chủ.

### Cá

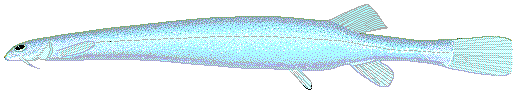
Cá Candiru

Cá Candiru, tên khoa học Vandellia cirrhosa, còn được gọi là cañero, là một loài cá da trơn nước ngọt sống ký sinh tùy ý thuộc họ Trichomycteridae nguồn gốc ở lưu vực sông Amazon, nơi nó được tìm thấy tại các nước Bolivia, Brasil, Colombia, Ecuador và Peru. Chúng tìm và hút máu động vật khác, kể cả người. Có một trường hợp được lập hồ sơ về một con candiru chui vào hệ thống tiết niệu của con người, diễn ra tại Itacoatiara, Brasil vào năm 1997.

### Thực vật

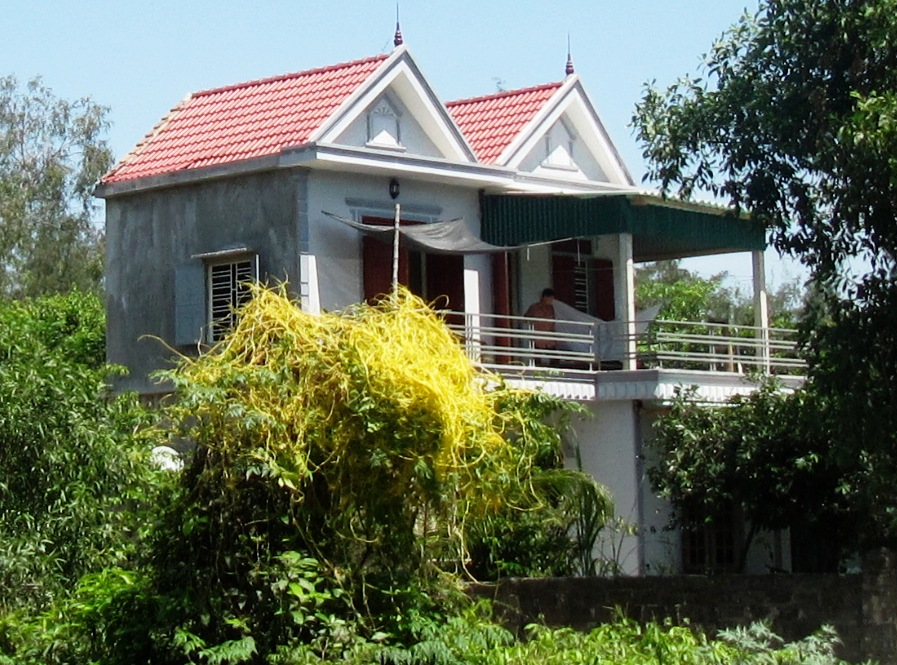
Cây Tơ hồng (Cuscuta) trên hàng rào trước nhà ở làng Thượng Hải xã Thạch Hải, Hà Tĩnh.

Cây trong chi Tơ hồng (Cuscuta) là loại ký sinh bắt buộc (obligate) bám vào cây họ Bìm bìm (Convolvulaceae), không có diệp lục để quang hợp. Chi này có hơn 100 loài, được tìm thấy khắp vùng ôn đới và nhiệt đới của Trái Đất. Tuy là ký sinh bắt buộc nhưng chúng có cơ may không bị chết theo vật chủ nếu bám vào nhiều vật chủ khác nhau.
Phần lớn cây trong họ Tầm gửi (Loranthaceae) là loại ký sinh tùy ý (facultative) hay bán ký sinh. Họ này có khoảng 75 chi với 1.000 loài cây thân gỗ. Chúng có diệp lục để quang hợp và tự dưỡng, bám vào thân cây khác.
Xem thêm: Thực vật biểu sinh